# Калинувате
Калинувате — колишній населений пункт в Кіровоградській області.

## Стислі відомості
Входило до складу Боківської сільської ради Долинського району Кіровоградської області.
В часі Голодомору 1932—1933 років нелюдською смертю померло не менше 5 людей.
Дата зникнення станом на листопад 2022 року невідома.